# Shayne Ward
Shayne Ward (født 16. oktober 1984 i Manchester) er en engelsk popsanger. Han vandt den britiske udgave af X Factor i 2005. Han har hittet stort med #1-singlen "That's My Goal" og et cover af Bryan Rices sang, "No Promises" fra Wards selvbetitlede debutalbum fra 2006, der har solgt mere end 520.000 eksemplarer i Storbritannien. I 2007 udkom albummet Breathless, der affødte hitsinglerne "If That's OK with You", "No U Hang Up" og "Breathless". Albummet har solgt over 450.000 eksemplarer i Storbritannien.
Han optrådte ved et af liveshowsene i den danske udgave af X Factor i 2008. De danske sangskrivere og producere Cutfather og Remee har skrevet sange til Ward.

## Diskografi
- Shayne Ward (2006)
- Breathless (2007)
- Obsession (2010)